# 加拉加斯奥林匹克体育场
委内瑞拉中央大学奥林匹克体育场（Estadio Olímpico de la Universidad Central de Venezuela），为委内瑞拉首都加拉加斯的一个多用途体育场，为加拉加斯大学城的一部分。它主要用作足球、田径、橄榄球的比赛场地。它是委内瑞拉最古老的体育场。它目前是加拉加斯足球俱乐部、意大利竞技足球俱乐部的主场。